# Mîkola Leontovîci
Mîkola Dmîtrovîci Leontovîci (în ucraineană Микола Дмитрович Леонтович; n. 1/13 decembrie 1877, Monastîrok, Bratslavsky Uyezd⁠(d), Gubernia Podolia, Imperiul Rus – d. 23 ianuarie 1921, Markivka, Q16704349⁠(d), Gubernia Podolia, Republica Populară Ucraineană) a fost un compozitor ucrainean, dirijor coral și profesor cu renume internațional. Muzica sa a fost inspirată de Mîkola Lîsenko și Școala Națională de Muzică Ucraineană. Leontovîci s-a specializat în muzică corală a cappella, de la compoziții originale la muzică bisericească până la a elabora aranjamente de muzică folk.
Leontovîci s-a născut și a fost crescut în provincia Podolia a Imperiului Rus (acum în Ucraina). A fost educat ca preot la Seminarul teologic de la Camenița Podoliei, iar mai târziu și-a aprofundat educația muzicală la Capela Curții de la Saint Petersburg și prin lecții private cu Boleslav Iavorski. Odată cu obținerea independenței statului ucrainean în timpul revoluției din 1917, Leontovîci s-a mutat la Kiev, unde a lucrat la Conservatorul din Kiev și la Institutul de Muzică și Dramă „Mîkola Lîsenko”. Este cunoscut pentru compunerea cântecului Șcedrik în 1904 (a cărui premieră a avut loc în 1916), cunoscut în lumea anglofonă ca Carol of the Bells sau Ring, Christmas Bells. A fost asasinat de un agent sovietic în 1921.
În timpul vieții sale, compozițiile și aranjamentele lui Leontovîci au devenit populare în rândul grupurilor profesioniste și de amatori de de-a lungul regiunii ucrainene din Imperiul Rus. Performanțele lucrărilor sale în Europa de vest și America de Nord i-au adus numele de „Bach-ul ucrainean” în Franța.